# Vaprio d'Adda
Vaprio d'Adda is een gemeente in de Italiaanse metropolitane stad Milaan (regio Lombardije) en telt 6972 inwoners (31-12-2004). De oppervlakte bedraagt 7,0 km², de bevolkingsdichtheid is 948 inwoners per km².

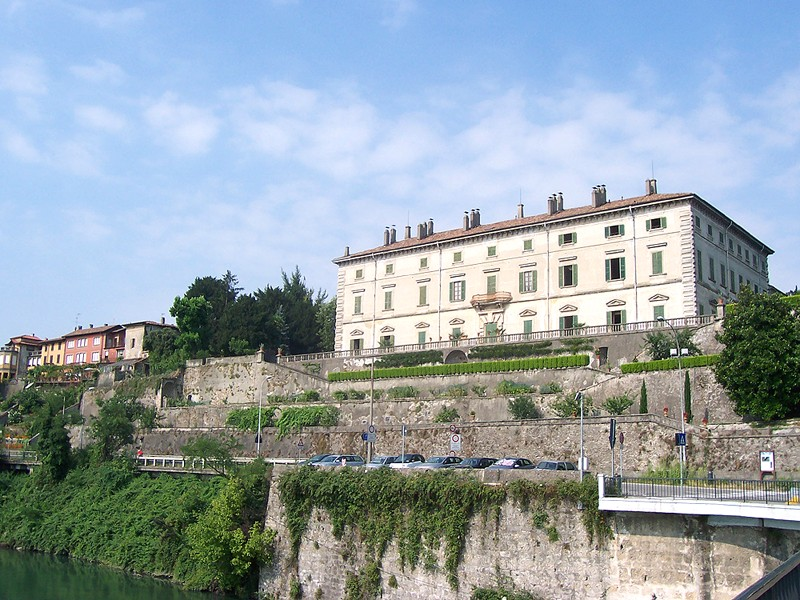
Villa Melzi
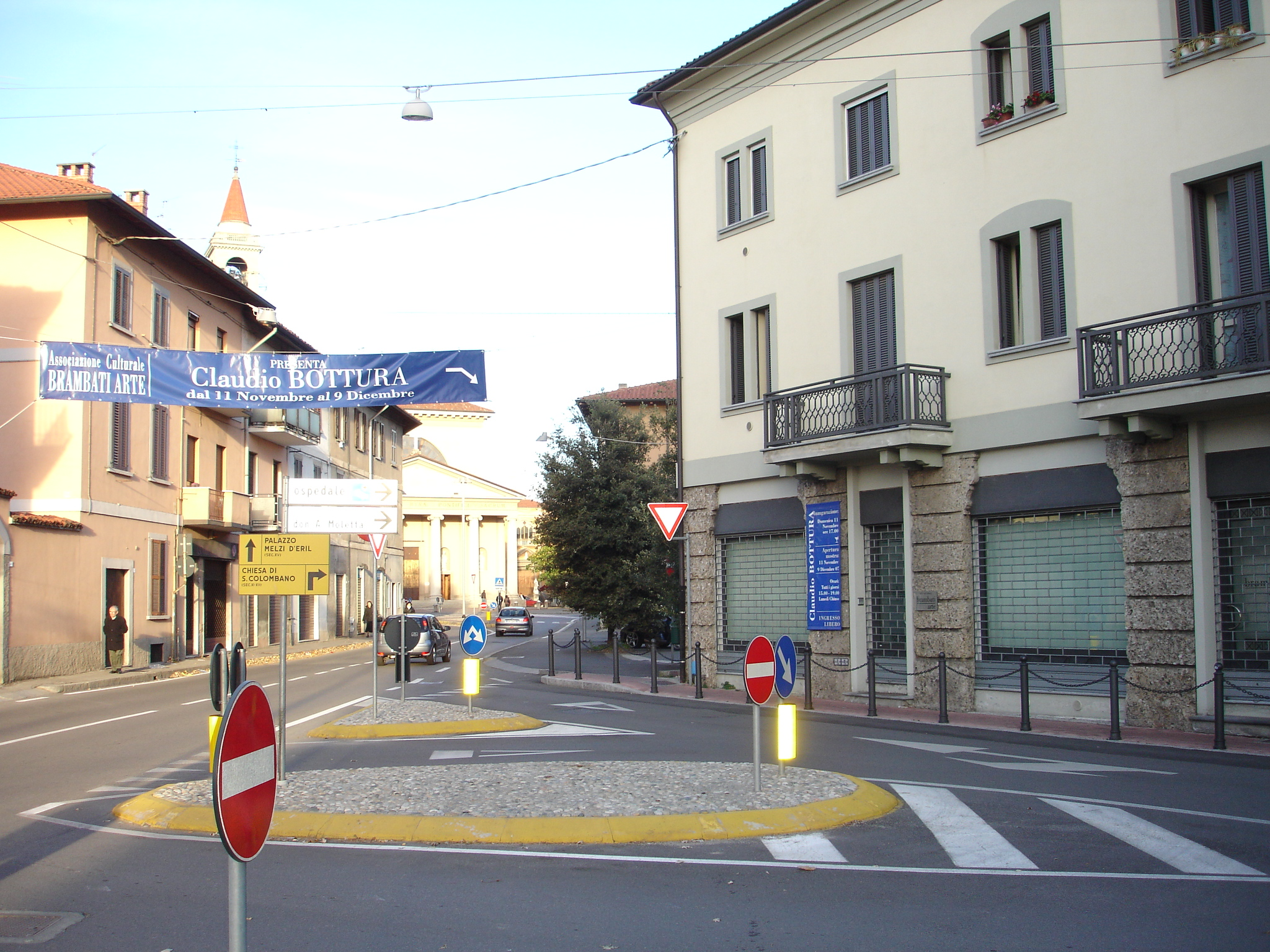
Vaprio d'Adda

## Demografie
Vaprio d'Adda telt ongeveer 2875 huishoudens. Het aantal inwoners steeg in de periode 1991-2001 met 8,1% volgens cijfers uit de tienjaarlijkse volkstellingen van ISTAT.
| Jaar | Inwoneraantal |
| ---- | ------------- |
| 1991 | 6139          |
| 2001 | 6636          |

## Geografie
Vaprio d'Adda grenst aan de volgende gemeenten: Trezzo sull'Adda, Capriate San Gervasio (BG), Grezzago, Canonica d'Adda (BG), Pozzo d'Adda, Cassano d'Adda, Fara Gera d'Adda (BG).

## Geboren
- Luca Bramati (1968), wielrenner en veldrijder
- Davide Bramati (1968), wielrenner